# أندريا باورز
أندريا باورز (بالإنجليزية: Andrea Bowers)‏ هي فنانة أمريكية، ولدت في 1965 في ويلمنغتون في الولايات المتحدة.